# 아이펠

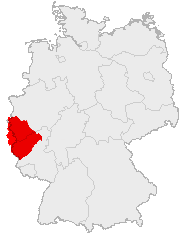
독(NW주, RP주), 벨, 룩스에 걸치는 아이펠

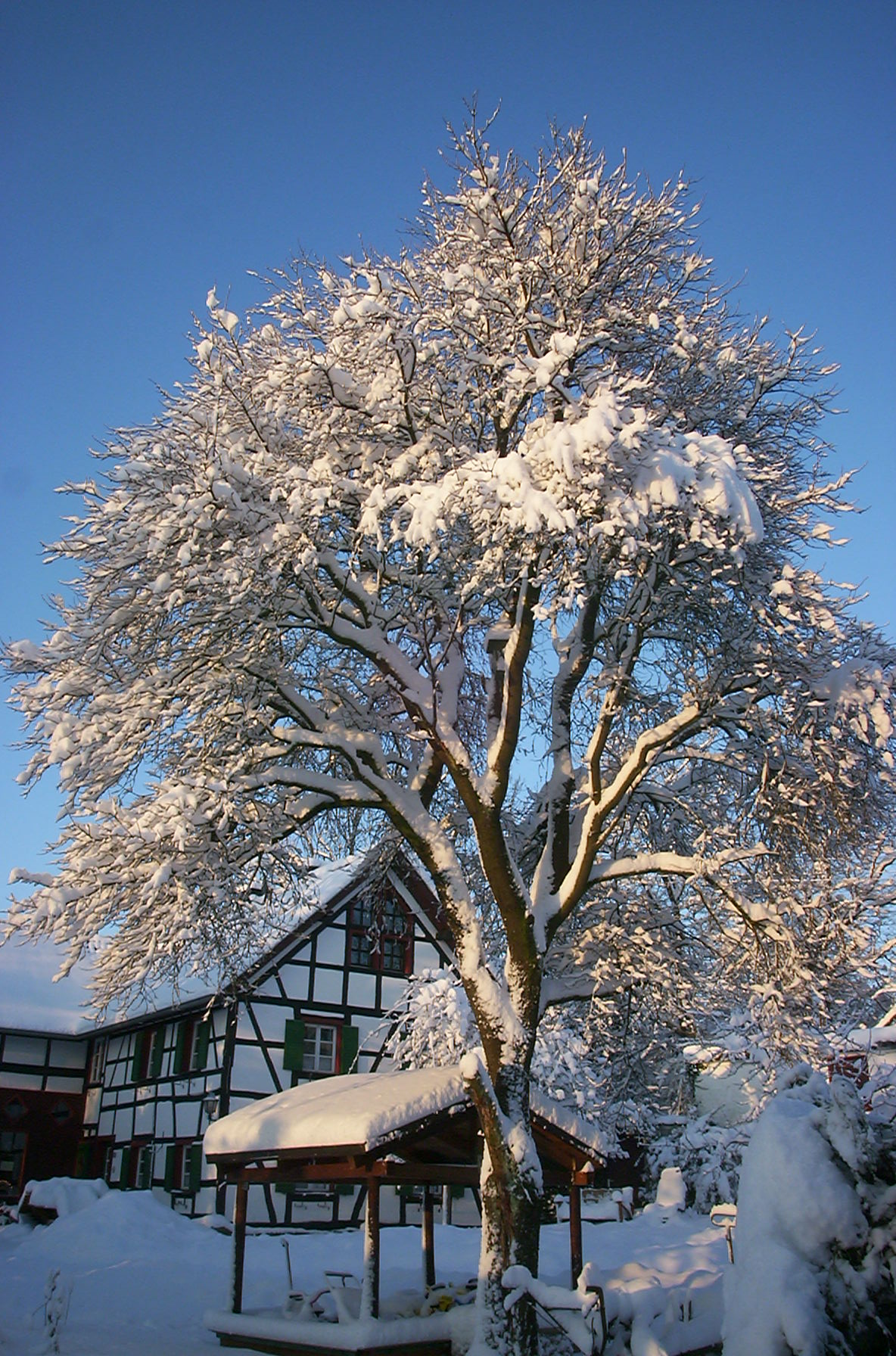
아이펠 고원의 설경

아이펠(Eifel) 고원은 독일 서부 (노르트라인베스트팔렌주 및 라인란트팔츠주)와 동부 벨기에, 동부 룩셈부르크에 걸쳐 있으며 해발 600 m, 최고봉 (호헤 아하트) 747m, 동서 길이 80 km, 면적은 5,300 km2이다. 주로 동남부의 저지대에는 40 여개의 마르(칼데라형 초화산이라 할 수 있음)가 분포한다. 남쪽으로는 모젤강, 동쪽으로는 라인강과 접하며 서북쪽으로는 호헤스 펜과, 동북쪽으로는 아아르 강과 연결되고 서쪽으로는 아르덴 (벨기에 령 및 룩셈부르크 령)과 접한다.
북부 아이펠의 일부는 2004년에 아이펠 국립공원으로 지정됐다. 과거에 용암 분출이 있었고 바위들은 점판암 질이며 경사가 매우 완만하여 화산 고원이나 순상 화산의 형태를 보여준다. 화구(마르) 들에는 대체로 호수가 있다.

## 사진

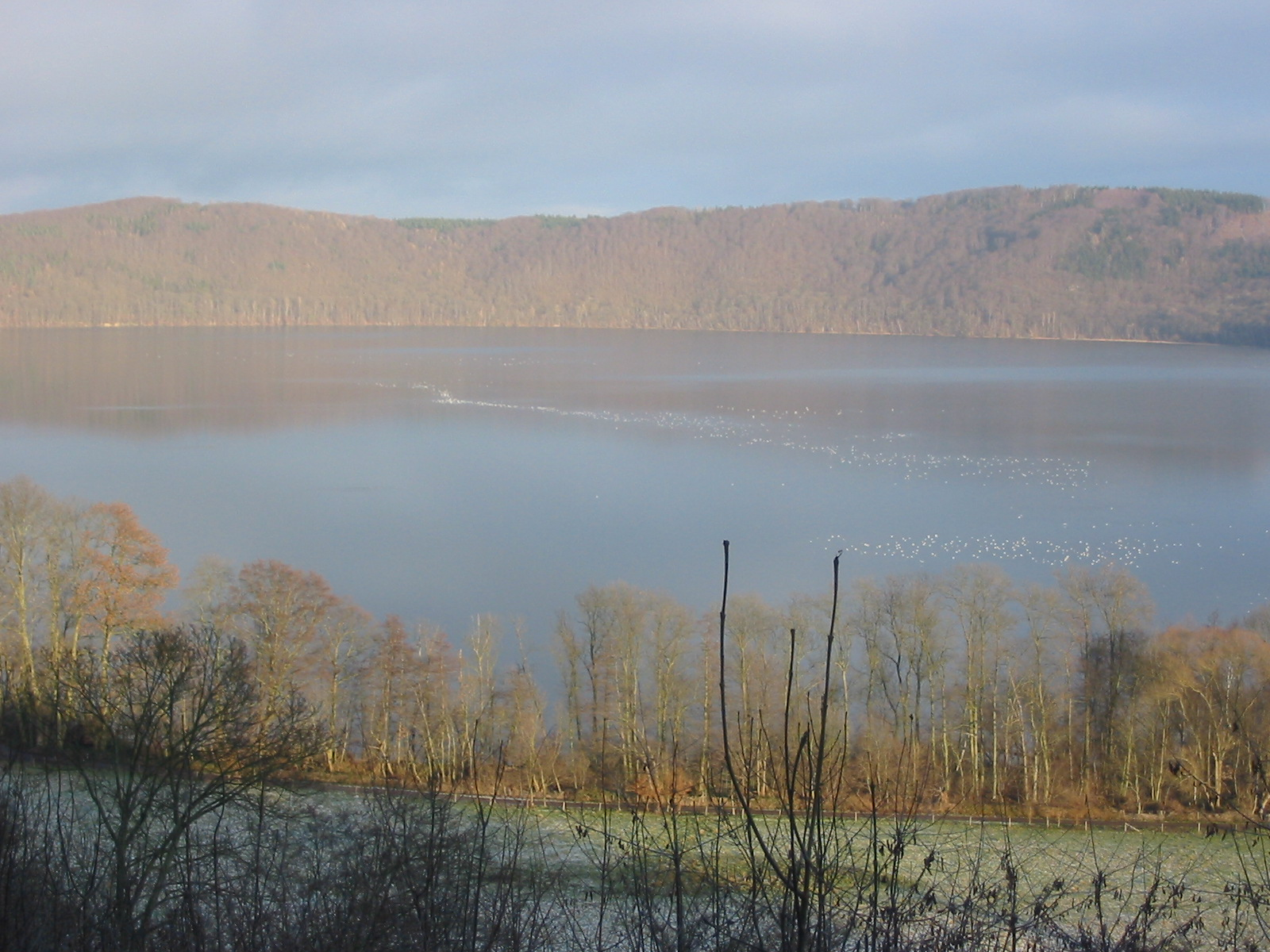
마리아 라흐 대 수도원 동북 쪽에 인접한 라아허제 호수
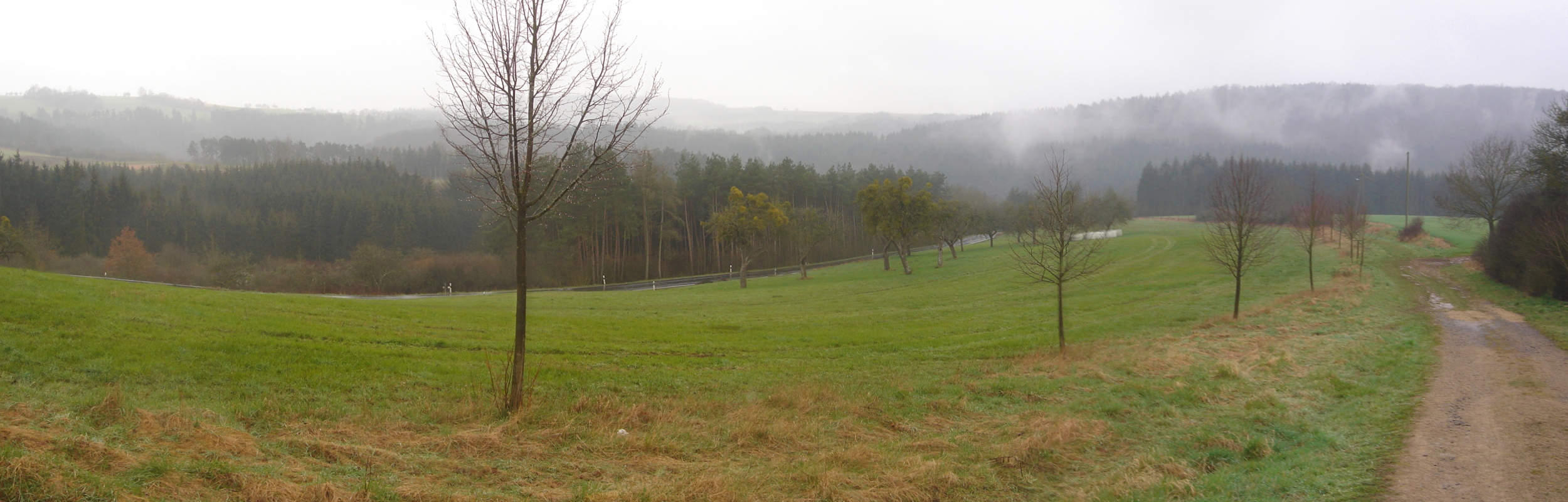
아이펠 지역 퀼개천 곁의 쉬파이혀 동네 근처
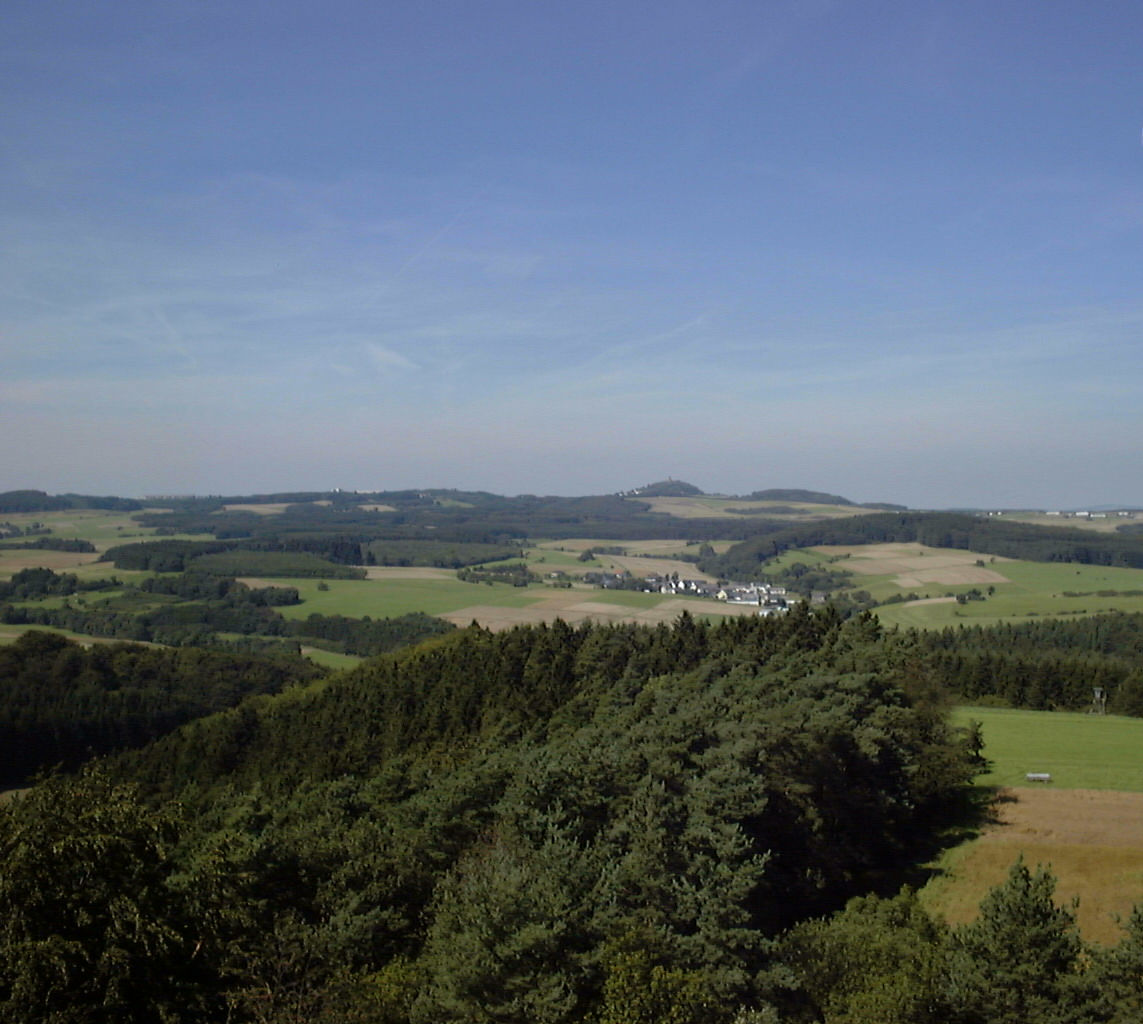
아이펠 고원